# Roland Daggett
Roland Daggett es un personaje de ficción, uno de los villanos de la serie animada de Batman de 1992.

## Inspiración
Daggett se inspira en Max Shreck, villano de la película Batman Returns. Inicialmente, los escritores de la serie iban a utilizar a Shreck, pero finalmente decidieron no hacerlo y se creó a Daggett en su lugar.

## Historia ficticia
Roland Dagget es el dueño de Industrias Daggett, compañía rival de Wayne Enterprises, que se proyecta como un hombre de negocios honesto y solidario, pero en realidad es despiadado y despreciable, preocupándose solo por su imagen, poder y riqueza. Su primera aparición fue en el episodio de dos partes Feat of Clay. Daggett es responsable de la creación de Clayface (Matt Hagen) y lo usa para chantajear a competidores como Lucius Fox de Wayne Enterprises. Utilizando a Hagen como un posible asesino después de engancharlo a su milagrosa crema para moldear el rostro ReNuYu, finalmente ordena que maten a Hagen con una sobredosis después de que Fox escape. Esta sobredosis lo convierte en Clayface, quien ataca a Daggett antes de ser derrotado por Batman. Daggett también se convierte en enemigo de Catwoman cuando su gata Isis se infecta con un virus de su diseño. Daggett planea liberar el virus y hacer una fortuna con la cura, hasta que es atrapado y encarcelado.

## En otros medios
En la película The Dark Knight Rises, es retratado como John Daggett interpretado por Ben Mendelsohn.